# Black Hat Briefings

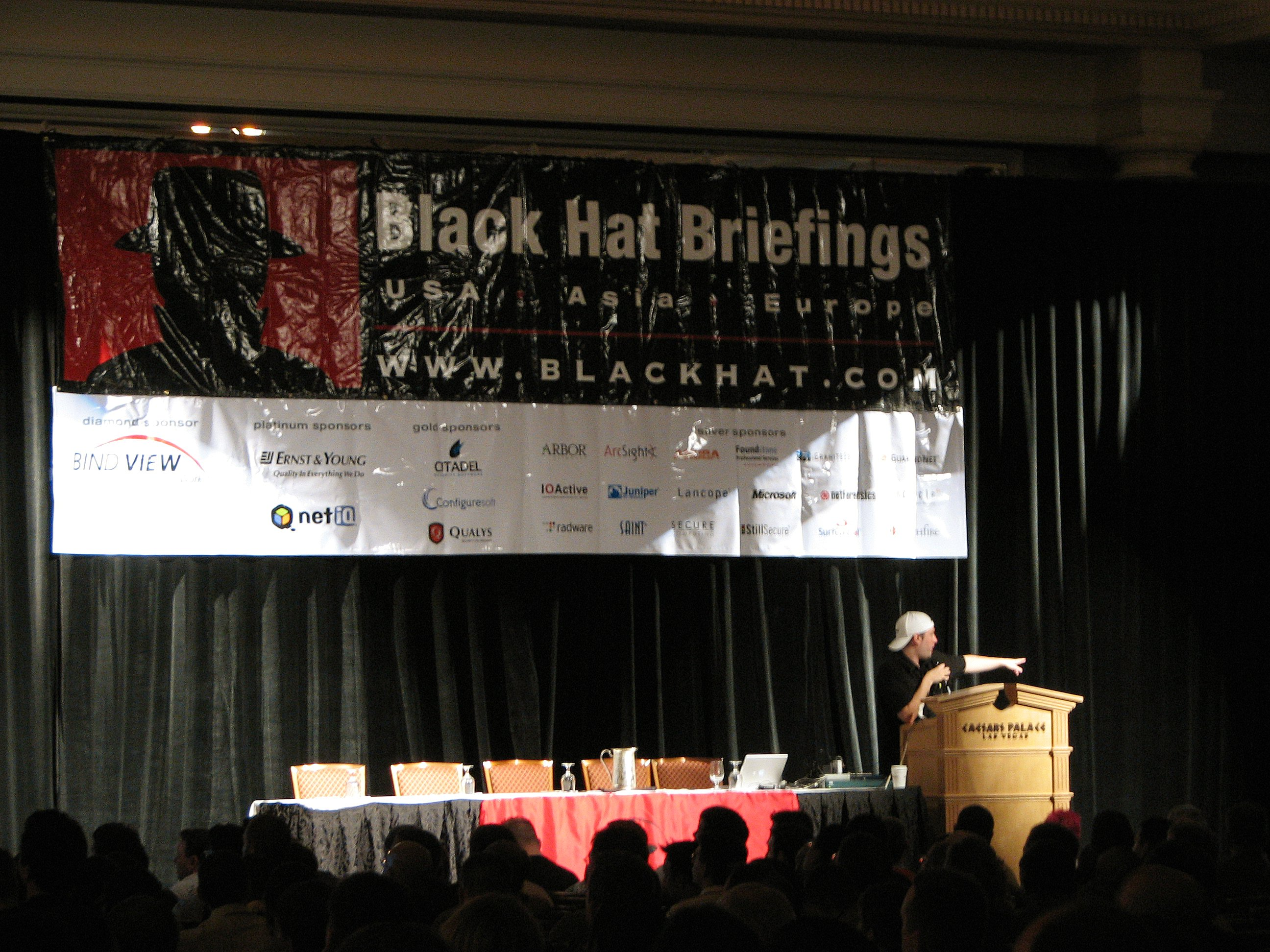
Michael Lynn während eines Vortrags in Las Vegas

Black Hat ist der Name verschiedener Konferenzen zur Informationssicherheit, die seit 1997 an verschiedenen Orten stattfinden, darunter regelmäßig Las Vegas, Amsterdam, Barcelona und Abu Dhabi. Die einzelnen Veranstaltungen werden unterteilt in die Black Hat Briefings und die Black Hat Trainings.
Der Name ist abgeleitet von der Hacker-Bezeichnung Black Hat.

## Geschichte
Black Hat wurde 1997 von Jeff Moss, dem Veranstalter der DEFCON, gegründet, mit dem Ziel, IT-Sicherheitsbeauftragte von Unternehmen und der öffentlichen Verwaltung in Kontakt mit dem Untergrund der Hacker zu bringen. Auf den Konferenzen werden von den Vortragenden der aktuelle Wissensstand zu neuen Sicherheitslücken, Verteidigungsmechanismen und Trends in der IT-Sicherheitsbranche erläutert. Neben den Konferenzen (Black Hat Briefings) umfasst das Portfolio Dienstleistungen wie Codereview und Sicherheitsuntersuchungen (Black Hat Consulting) und Sicherheitsschulungen (Black Hat Training).
Im Jahr 2005 übernahm die Firma CMP Media Black Hat, Jeff Moss fungiert weiterhin als Veranstalter der Konferenzen. 2008 wurde CMP Media umbenannt in United Business Media, die Black-Hat-Konferenzen werden von dem Geschäftsbereich TechWeb veranstaltet.

## Veranstaltungen

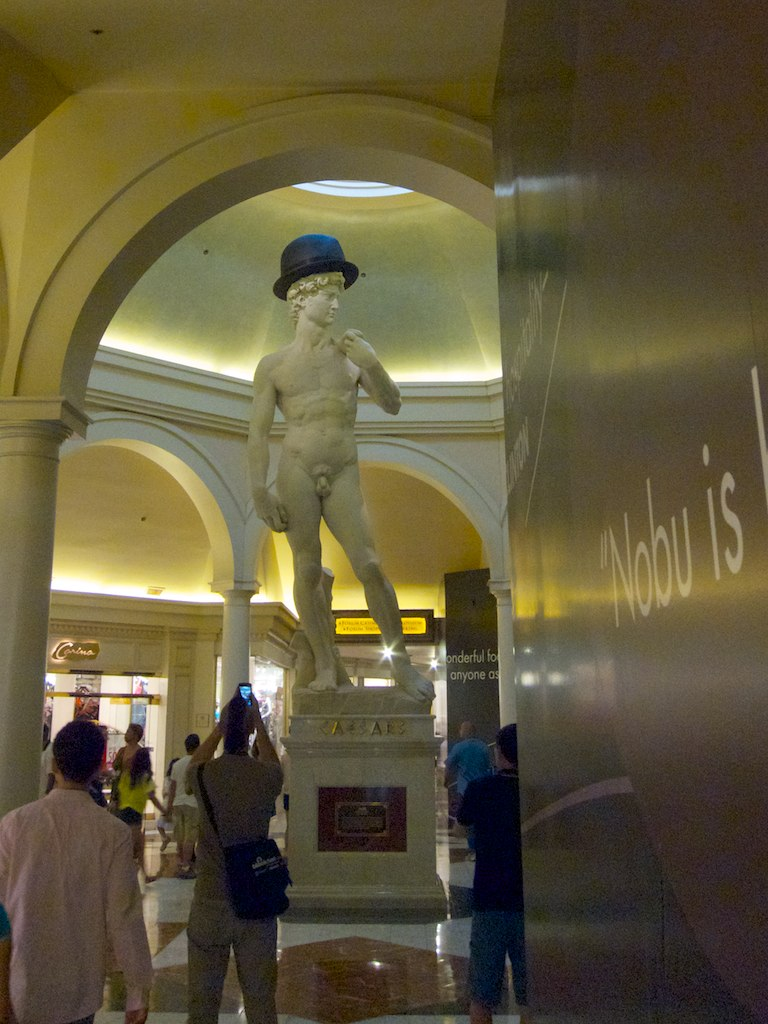
Installation 2012

Die Hauptveranstaltung findet seit 1997 jedes Jahr in Las Vegas in Nevada, statt, zudem gibt es seit 2000 in unregelmäßigen Abständen weitere Veranstaltungsreihen u. a. in Asien und Europa. Die einzelnen Vorträge informieren über den aktuellen Wissensstand zu neuen Sicherheitslücken, Verteidigungsmechanismen und Trends in der IT-Sicherheitsbranche, und umfassen Dienstleistungen wie Codereview und Sicherheitsuntersuchungen (Black Hat Consulting) sowie Sicherheitsschulungen (Black Hat Training).
| Jahr | Reihe     | Ort                | Keynote Speaker                                                             |
| ---- | --------- | ------------------ | --------------------------------------------------------------------------- |
| 1997 | USA       | Las Vegas          |                                                                             |
| 1998 | USA       | Las Vegas          | Marcus Ranum, Bruce Schneier                                                |
| 1999 | USA       | Las Vegas          | Jeffrey Hunker, William Cheswick, Peiter Zatko                              |
| 2000 | Asien     | Singapur           |                                                                             |
| 2000 | Europa    | Amsterdam          |                                                                             |
| 2000 | USA       | Las Vegas          | Dominique Brezinski, Hal McConell, Marcus Ranum, Bruce Schneier, Brian Snow |
| 2001 | Asien     | Hongkong, Singapur |                                                                             |
| 2001 | Europa    | Amsterdam          |                                                                             |
| 2001 | USA       | Las Vegas          | James Bamford, William Tafoya & Kevin Manson                                |
| 2001 | Windows   | Las Vegas          |                                                                             |
| 2002 | Asien     | Singapur           |                                                                             |
| 2002 | USA       | Las Vegas          | Richard Clarke                                                              |
| 2002 | Windows   | New Orleans        |                                                                             |
| 2003 | Asien     | Singapur           | Lim Khee Ming, Harry Tan                                                    |
| 2003 | Europa    | Amsterdam          | Richard Thieme                                                              |
| 2003 | DC        | Washington, D.C.   | David Major, Keith Rhodes                                                   |
| 2003 | USA       | Las Vegas          | Phil Zimmermann, Bruce Schneier                                             |
| 2003 | Windows   | Seattle            | Scott Culp, Curtis Karnow                                                   |
| 2004 | Asien     | Tokio              | Raisuke Miyawaki                                                            |
| 2004 | Europa    | Amsterdam          | Paul Simmonds                                                               |
| 2004 | USA       | Las Vegas          | Paul Simmonds                                                               |
| 2004 | Windows   | Seattle            | Dan Geer, Richard Thieme                                                    |
| 2005 | Asien     | Tokio              | Katsuya Uchida                                                              |
| 2005 | Europa    | Amsterdam          | Simon Davies                                                                |
| 2005 | USA       | Las Vegas          | Gilman Louie                                                                |
| 2006 | Asien     | Tokio              | Mitsugu Okatani                                                             |
| 2006 | DC        | Washington D.C.    | Linton Wells                                                                |
| 2006 | Europa    | Amsterdam          | Eric Litt                                                                   |
| 2006 | USA       | Las Vegas          | Dan Larkin (FBI)                                                            |
| 2007 | Asien     | Tokio              | Suguru Yamaguchi                                                            |
| 2007 | DC        | Washington D.C.    | Jim Cristy                                                                  |
| 2007 | Europa    | Amsterdam          | Roger Cumming                                                               |
| 2007 | USA       | Las Vegas          | Richard Clarke, Tony Sager, Bruce Schneier                                  |
| 2008 | Asien     | Tokio              | Dan Kaminsky                                                                |
| 2008 | DC        | Washington D.C.    | Jerry Dixon                                                                 |
| 2008 | Europa    | Amsterdam          | Ian O. Angell                                                               |
| 2008 | USA       | Las Vegas          | Ian O. Angell, Rod Beckstrom                                                |
| 2009 | DC        | Washington D.C.    | Paul Kurtz                                                                  |
| 2009 | Europa    | Amsterdam          | Lord Erroll                                                                 |
| 2009 | USA       | Las Vegas          | Robert Lentz                                                                |
| 2010 | Abu Dhabi | Abu Dhabi          | Peiter Zatko                                                                |
| 2010 | DC        | Washington D.C.    |                                                                             |
| 2010 | Europa    | Barcelona          |                                                                             |
| 2010 | USA       | Las Vegas          |                                                                             |
| 2011 | Abu Dhabi | Abu Dhabi          | Gen. Michael Hayden                                                         |
| 2011 | DC        | Washington D.C.    | Franklin D. Kramer                                                          |
| 2011 | Europa    | Barcelona          | Bruce Schneier                                                              |
| 2011 | USA       | Las Vegas          | Cofer Black, Peiter Zatko                                                   |
| 2012 | Abu Dhabi | Abu Dhabi          |                                                                             |
| 2012 | Europa    | Amsterdam          | Whitfield Diffie                                                            |
| 2012 | USA       | Las Vegas          | Shean Henry, Neal Stephenson                                                |
| 2013 | Europa    | Amsterdam          | Rick Falkvinge                                                              |
| 2013 | USA       | Las Vegas          | Gen. Keith B. Alexander, Brian Muirhead                                     |
| 2014 | Asien     | Singapur           | Steve Crocker                                                               |
| 2014 | Europa    | Amsterdam          | Adi Shameer                                                                 |
| 2014 | USA       | Las Vegas          | Dan Geer                                                                    |
| 2015 | Asien     | Singapur           | Bernhard S. Meyerson                                                        |
| 2015 | Europa    | Amsterdam          | Haroon Meer                                                                 |
| 2015 | USA       | Las Vegas          | Jennifer Granick                                                            |
| 2016 | Asien     | Singapur           | Dino Dai Zovi                                                               |
| 2016 | Europa    | London             |                                                                             |
| 2016 | USA       | Las Vegas          | Dan Kaminsky                                                                |
| 2017 | Asien     | Singapur           | Saumil Shah, Halvar Flake                                                   |
| 2017 | Europa    | London             |                                                                             |
| 2017 | USA       | Las Vegas          |                                                                             |
| 2018 | Asien     | Singapur           |                                                                             |